# Мезопауза
Мезопауза (грец. μέσος — середній і παύσιζ — припинення) — шар атмосфери, що є межею між мезосферою і термосферою. На Землі розташовується на висоті 80—90 км над рівнем моря. У мезопаузі знаходиться температурний мінімум, який становить близько 225 К (—50° C), вище неї (до висоти близько 400 км) температура знову починає зростати. Мезопауза збігається з нижньою межею області активного поглинання рентгенівського та найбільш короткохвильового ультрафіолетового випромінювання Сонця. На цій висоті спостерігаються сріблясті хмари.
Мезопауза є не тільки на Землі, але й на інших планетах, що мають атмосферу.